# Ryuichi Kawamura
Ryuichi Kawamura (河村隆一, Kawamura Ryūichi) (Yamato, Kanagawa - 20 de maio de 1970) é um cantor, compositor, ator, escritor e piloto de corrida japonês, vocalista da banda de rock Luna Sea.

## Carreira
Ryuichi Kawamura começou sua carreira musical ainda no ensino médio como vocalista das bandas Cradle e depois Slaughter, sob o nome de Rayla. Em maio de 1989, ele foi convidado para se juntar à banda Lunacy. Dois anos mais tarde, hide do X Japan compareceu a um show da banda e impressionado, os convidou para a gravadora de Yoshiki, a Extasy Records, onde eles mudaram seu nome para Luna Sea e lançaram seu álbum de estreia. Eles se tornaram muito bem sucedidos, tendo vendido mais de 10 milhões de unidades certificadas no Japão, e são considerados uma das bandas mais importantes do movimento visual kei.
Em 1994, Ryuichi forneceu vocais para a canção B-side de hide, "Scanner". Durante a pausa que o Luna Sea fez em 1997, Ryuichi iniciou sua carreira solo. Seu primeiro EP, Cranberry Soda e primeiro álbum de estúdio, Love, lideraram a parada da Oricon. O álbum vendeu cerca de 1.021.000 cópias na primeira semana, tornando-o o único artista solo masculino a vender mais de um milhão de cópias de um álbum na primeira semana de lançamento na história das paradas da Oricon. Love álbum vendeu mais de 3.200.000 cópias até o final do ano, portanto, detém o recorde de álbum de um artista solo masculino mais vendido no Japão.
Luna Sea foi dissolvida no final de 2000. Mais tarde, na Billboard, o crítico musical Hiromichi Ugaya disse que a banda se separou devido a um conflito entre Kawamura e os outros membros. Eles se reuniram em 2010.
Em 2005, após seu colega do Luna Sea Inoran participar de um show solo de Ryuichi, os dois se juntaram ao tecladista Hayama e formaram a banda Tourbillon. O primeiro show do trio foi no Nippon Budokan em 2 de julho.
Em 2011, o cantor fez um cover de "Beauty and the Beast" para o álbum cover V-Rock Disney, que foi lançado em 7 de setembro e apresenta artistas visual kei fazendo covers de músicas da Disney.  Em novembro, a canção "Beat" foi tocada por Zuck na compilação Crush! 2 -90's V-Rock Best Hit Cover Songs-, que foi lançado em 23 de novembro de 2011 apresentando bandas atuais de visual kei fazendo covers de músicas de bandas que foram importantes para o movimento nos anos 90.
Kawamura lançou o álbum Colors of Time em 2016, quase um ano depois do anterior Magic Hour. Os álbuns seguintes vieram quatro anos depois, simultaneamente em 8 de julho de 2020: Close to You e Account of a Dream. Em janeiro de 2021, lançou Beautiful Lie. Neste, músicos como Yuji Adachi, George (Ladies Room), Hideki (Siam Shade), Hazuki (lynch.) e Mao (Sid) compuseram músicas a pedido de Ryuichi, depois que ele ficou impressionado quando a maioria deles o apoiou ao vivo no evento de caridade Children of the New Age ~Shin Jidai no Kodomodachi e~, que ele organizou em agosto de 2019.

## Vida pessoal
Kawamura conheceu a Miss Japão 2002 Kumi Sano (佐野公美) em 2005 e eles começaram a namorar no outono. Eles se casaram em 23 de janeiro de 2006, seguinte, quando um representante do casal visitou o escritório distrital local em Tóquio. Kumi deu à luz seu primeiro filho, um menino, em 18 de junho de 2009.
Em 11 de janeiro de 2019, Ryuichi foi submetido a uma cirurgia para retirada de um câncer de pulmão do tipo adenocarcinoma pulmonar. Não houve necessidade de tratamento posterior (quimioterapia, por exemplo) pois era um tumor pequeno e ele retomou a carreira após algumas semanas de descanso. Em fevereiro de 2022, ele fez com sucesso a uma cirurgia para remover lesões microvasculares nas cordas vocais.
O cantor é um grande amigo de Inoran. Os dois são pilotos de corrida, e Kawamura participou de uma competição da Ferrari em 2006 e também possuí um time de pilotos chamado Team Kawamura. O cantor também gosta de boxe e surf, e diz que planeja abrir uma loja de surf assim que se aposentar da carreira musical.

## Influência
O vocalista do Kiryū, Mahiro Kurosaki, nomeou Ryuichi como sua principal influência.

## Discografia
Álbuns de estúdio
- Love (22 de novembro de 1997)
- Shinai ~only one~ (深愛 〜only one〜) (19 de dezembro de 2001)
- Vanilla (7 de abril de 2004)
- Orange (20 de junho de 2007)
- Piano (4 de janeiro de 2009)
- Sora (24 de fevereiro de 2010)
- Fantasia (31 de agosto de 2011)
- Life (11 de setembro de 2013)
- Magic Hour (28 de outubro de 2015)
- Colors of Time (28 de setembro de 2016)
- Close to You (8 de julho de 2020)
- Account of a Dream (8 de julho de 2020)
- Beautiful Lie (27 de janeiro de 2021)

EPs
- Cranberry Soda (21 de junho de 1997)
- Ningen Shikkaku (人間失格) (17 de julho de 2002)
- Concept RRR 「Never Fear」 (1 de outubro de 2014)

Singles
- "I love you" (21 de fevereiro de 1997), posição de pico na Oricon: 4
- "Glass" (23 de abril de 1997), 2
- "Beat" (18 de julho de 1997), 4
- "Love is..." (15 de outubro de 1997) 4
- "Ne" (25 de abril de 2001) 5
- "Shizukana Yoru wa Futari de Iyō" (静かな夜は二人でいよう) (21 de junho de 2001), 6
- "Julia" (ジュリア), (22 de agosto de 2001)
- "Kimi no Mae de Piano wo Hikō" (君の前でピアノを弾こう) (24 de outubro de 2001), 9
- "Koi wo Shiyō yo" (恋をしようよ) (21 de novembro de 2001), 18
- "Sugar Lady" (24 de abril de 2002), 12
- "F114B" (3 de março de 2004)
- "Spoon/Missing You" (3 de março de 2004), 9
- "Dare no Tame Demo Naku Kimi ni..." (誰のためでもなく君に...) (18 de abril de 2007), 15
- "Once Again" (21 de outubro de 2007), 27
- "Heroine" (ヒロイン) (4 de fevereiro de 2009), 15
- "Brilliant Stars" (30 de setembro de 2009), 9
- "Dakishimete" (抱きしめて) (20 de janeiro de 2010), 17
- "Yo ga Yonara..." (20 de julho de 2011), 29
- "Nanairo" (七色) (29 de maio de 2013), 26

## FIlmografia
FIlmes
- Buraikan
- Picaresque Ningen Shikkaku (ピカレスク 人間失格)  (2002)

Doramas
- Futari (ふたり) (1997)
- Narita Rikon (成田離婚) (1997)
- Kowloon de Aimashou (九龍で会いましょう) (2001)
- Number One (ナンバーワン) (2001)
- Food Fight Hong Kong Special Edition (2001)
- Hakui no Namida (白衣のなみだ) (2013)

## Prêmios
- Prêmio da Academia de Drama - Melhor Estreante (1997)
- Melhor Cantor Japonês (1997)
- Oricon - Álbum Solo Masculino Mais Vendido - Love (1997)[8]
- Guinness World Records - Artista solo que cantou 100 músicas em 8 horas (3 de maio de 2011)[23]